# Eparchie Sankt Nikolaus Ruski Krstur
Die Eparchie Sankt Nikolaus Ruski Krstur (lat.: Eparchia Sanctus Nicolaus de Ruski Krstur, serbokroatisch Grkokatolička Eparhija Sv. Nikolaja Ruski Krstur) ist für die griechisch-katholischen Christen des byzantinischen Ritus in der Republik Serbien zuständig.

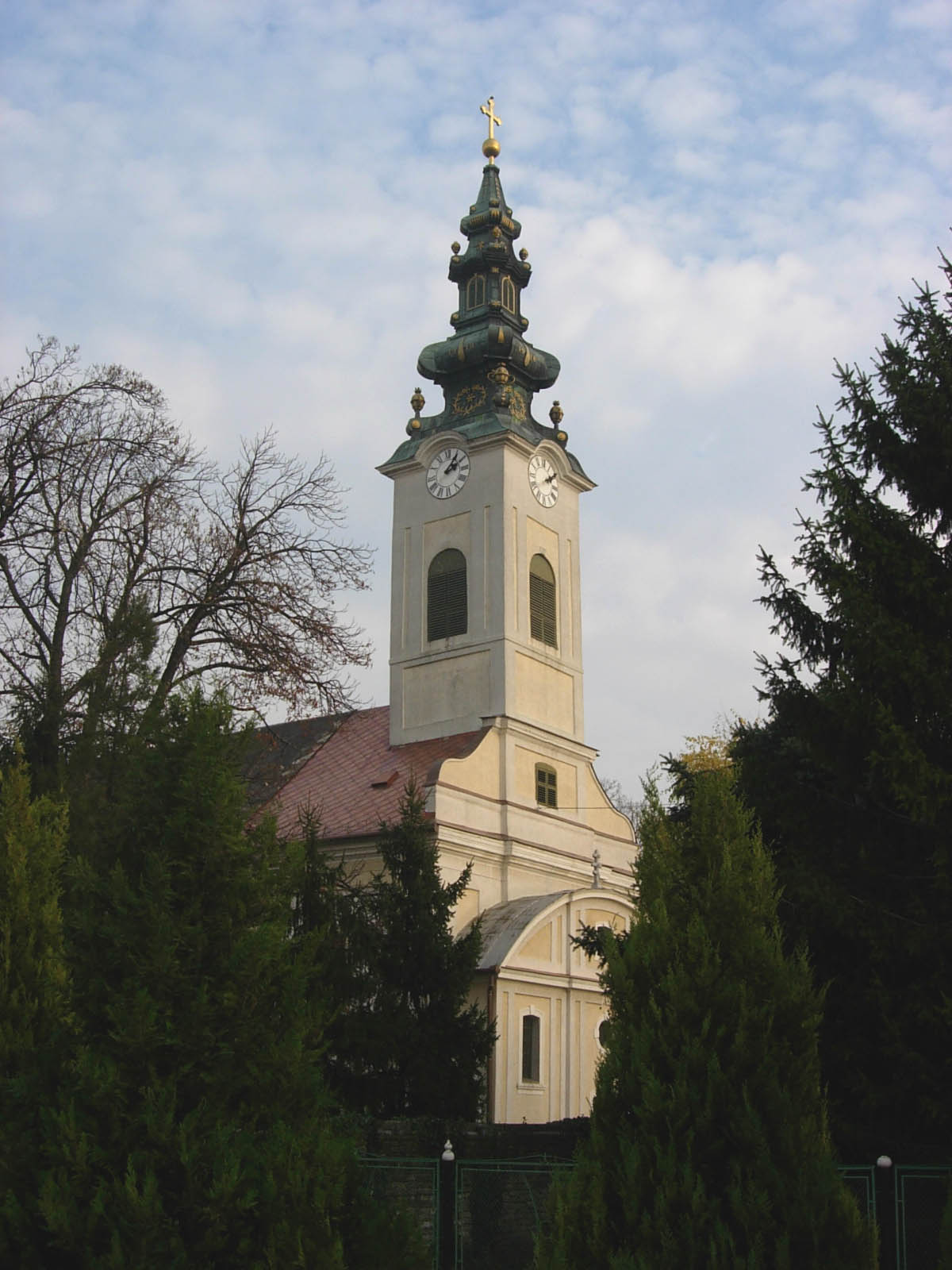
Kathedrale St. Nikolaus

Sitz der Eparchie ist Ruski Krstur in der autonomen Provinz Vojvodina. Dort befindet sich das kulturelle Zentrum der Volksgruppe der Russinen in der historischen Region Batschka. Neben Russinen umfasst die Diözese auch Ostkatholiken ukrainischer und rumänischer Herkunft. Die Eparchie mit rund 21.000 Gläubigen in 21 Pfarreien gliedert sich in drei Dekanate: für die Batschka, für Syrmien sowie für Belgrad und das Banat. Südlich von Belgrad gibt es keine Gemeinden dieser Kirche.

## Geschichte

### Ursprünge
Die Ursprünge der griechisch-katholischen Kirche in Serbien liegen in der Übersiedlung von Russinen („Ruthenen“) aus der Eparchie Mukatschewo in den Ostkarpaten (heutige Oblast Transkarpatien in der Ukraine sowie Ostslowakei) in die Region Batschka Mitte des 18. Jahrhunderts. Beide Regionen gehörten damals zum Königreich Ungarn innerhalb der Habsburgermonarchie. 1750/51 gründeten sie die griechisch-katholische Pfarrgemeinde Ruski Krstur. Sie unterstand zunächst der Jurisdiktion des römisch-katholischen Erzbistums Kalocsa und ab 1777 der griechisch-katholischen Eparchie Križevci. 
Während der Habsburgerherrschaft siedelten sich auch Rumänen und Ukrainer im Gebiet der heutigen Vojvodina an, die zum Teil ebenfalls griechisch-katholischer Konfession waren. Die griechisch-katholischen Gemeinden im Banat gehörten ab 1853 zur Eparchie Lugoj. Nach der Auflösung Österreich-Ungarns wurden die kirchlichen Einheiten an die neuen politischen Grenzen angepasst und alle griechisch-katholischen Gemeinden im neugegründeten Königreich Jugoslawien der Eparchie Križevci zugeordnet.

### Apostolisches Exarchat
Nach dem Zerfall Jugoslawiens errichtete Johannes Paul II. am 28. August 2003 das Apostolische Exarchat Serbien und Montenegro. Dieses wurde seit seiner Gründung durch Bischof Djura Džudžar geleitet.
Am 19. Januar 2013 wurden alle griechischen Katholiken in Montenegro in die Römisch-katholische Kirche in Montenegro integriert, so dass die Zuständigkeit des Apostolischen Exarchats auf Serbien beschränkt und dieses entsprechend umbenannt wurde. Bischof Đura Džudžar blieb Exarch.

### Eparchie Sankt Nikolaus Ruski Krstur
Am 6. Dezember 2018 erhob Papst Franziskus das Exarchat in den Rang einer Eparchie und ernannte den bisherigen Exarchen Djura Džudžar zum ersten Diözesanbischof.

## Statistik
| Jahr | Bevölkerung | Bevölkerung | Bevölkerung | Priester     | Priester          | Priester        | Priester               | Ständige Diakone | Ordensleute | Ordensleute | Pfarreien |
| Jahr | Katholiken  | Einwohner   | %           | Gesamt- zahl | Diözesan-priester | Ordens-priester | Katholiken je Priester | Ständige Diakone | männlich    | weiblich    | Pfarreien |
| ---- | ----------- | ----------- | ----------- | ------------ | ----------------- | --------------- | ---------------------- | ---------------- | ----------- | ----------- | --------- |
| 2003 | 22.700      | ?           | ?           | 18           | 16                | 2               | 1.261                  |                  | 2           | 55          | 17        |
| 2004 | 22.934      | ?           | ?           | 18           | 16                | 2               | 1.274                  |                  | 2           | 54          | 26        |
| 2009 | 22.369      | ?           | ?           | 18           | 16                | 2               | 1.242                  |                  | 3           | 65          | 21        |
| 2013 | 22.085      | ?           | ?           | 20           | 18                | 2               | 1.104                  |                  | 2           | 73          | 21        |
| 2016 | 21.845      | ?           | ?           | 21           | 19                | 2               | 1.040                  |                  | 2           | 61          | 21        |
| 2019 | 21.600      | ?           | ?           | 19           | 17                | 2               | 1.136                  |                  | 2           | 48          | 21        |
| 2020 | 21.571      | ?           | ?           | 19           | 17                | 2               | 1.135                  |                  | 2           | 47          | 21        |
| 2022 | 21.300      | ?           | ?           | 18           | 16                | 2               | 1.183                  |                  | 2           | 46          | 21        |